# Osanna

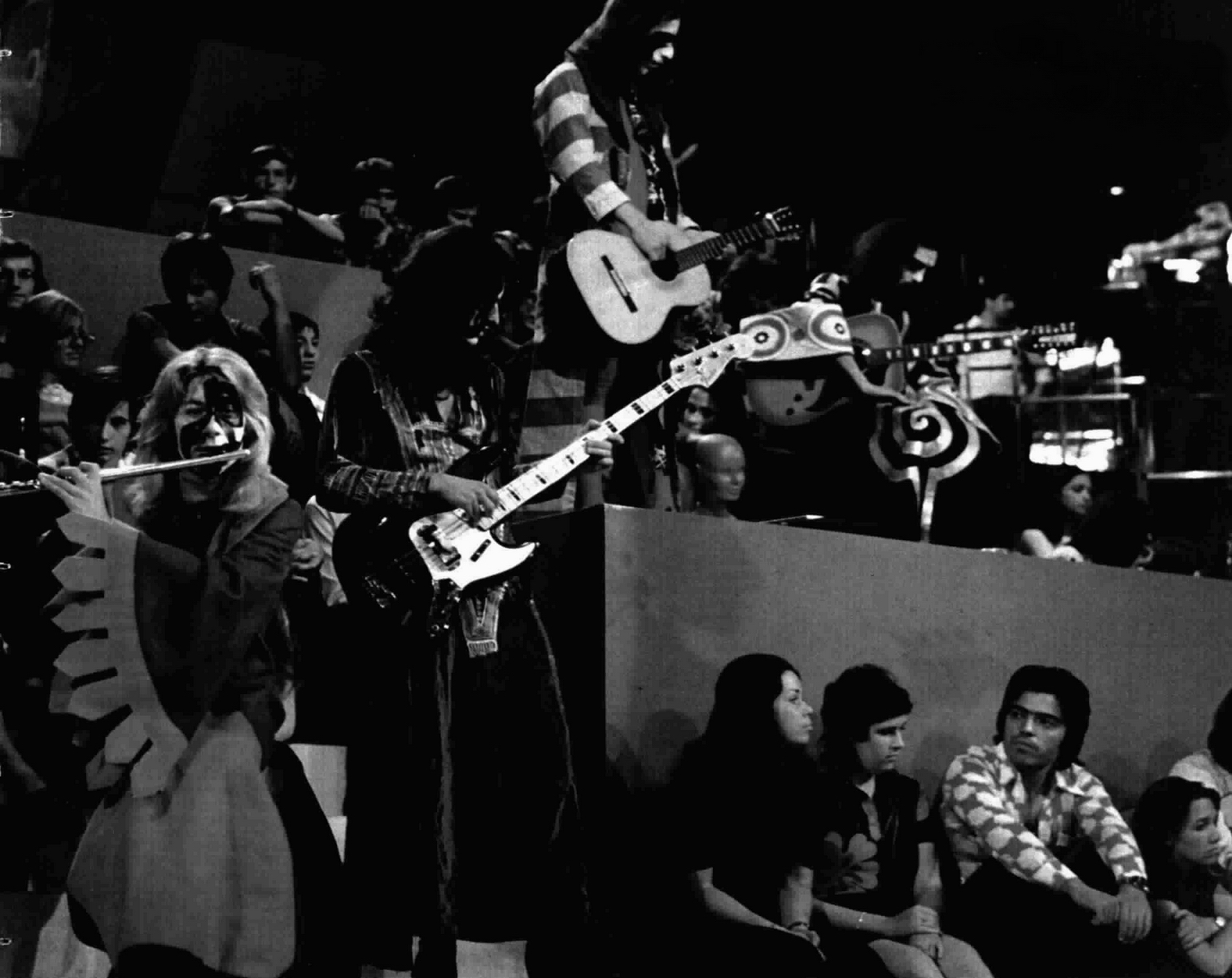
Banda italiana Osanna se apresentando no show musical italiano Tutto è pop

Osanna foi um dos mais representativos grupos italianos de rock progressivo da década de 1970.

## História
Um dos maiores grupos do progressivo italiano, o Osanna possui origem napolitana e se formou em 1971 a partir dos ex-componentes da banda Volti di Pietra e Città Frontale, um outro grupo de mesmo nome se formaria depois da separação do Osanna, gravando o álbum El Tor, cujo tecladista Gianni Leone havia adentrado ao Il Balletto di Bronzo. O aerofonista Elio D'Anna provinha do Showmen, já os outros não tinham experiências musicais significativas.
Na sua carreira, durada quatro anos, o Osanna não conseguiu criar, como foi posto em evidência por tantos críticos, o álbum perfeito, mas deixaram quatro belíssimos LPs, entre os quais, Palepoli merece uma citação particular.
L'uomo, o primeiro disco, publicado com a célebre capa que se abria em três partes, contém todos os elementos característicos. A bela voz de Lino Vairetti, com letras também interessantes, a flauta agressiva de Elio D'Anna, o fluido estilo guitarrístico de Danilo Rustici e a sólida seção rítmica de Lello Brandi e Massimo Guarino. Inseridos no álbum, L'uomo e In un vecchio cieco foram publicados em um 45 rotações. Ambos começam com uma introdução de violão seguida de um riff de guitarra e flauta.
O grupo tocou muito ao vivo cuidado de maneira particular da cenografia. Os músicos endossavam longas vestes e tinham os rostos pintados. A colaboração com grupos teatrais produziu espetáculos muito interessantes e únicos para o público italiano. O grupo tocou também com o Genesis no seu primeiro tour italiano. 
Em junho de 1971, venceram o Festival di Musica d'Avanguardia e di Nuove Tendenze, de Viareggio, junto com a Premiata Forneria Marconi e Mia Martini.
O segundo álbum, Preludio, tema, variazioni, canzona, conhecido também com o nome de Milano calibro 9, cujo filme foi trilha sonora, é de nível inferior, com poucas composições do grupo intercaladas por temas orquestrais de Luiz Bacalov. Algumas das músicas são, no entanto, muito belas, como as primeiras três Variazioni.
O terceiro álbum, seguramente o melhor, Palepoli, de 1973, faz com que o grupo alcance o pico da sua própria criatividade. O disco contém somente três longas músicas e contém uma bela capa que se abre, cuja foto interna é baseada nas cenas usadas nos espetáculos ao vivo. A música de abertura, Oro caldo, une o típico estilo do grupo com cantos tradicionais da sua cidade. Enquanto Stanza città ed Animale senza respiro, que ocupa a inteira segunda faixa, dão espaço à habilidade instrumentística dos músicos. Para muitos especialistas, trata-se de um dos melhores discos do panorama progressivo italiano.
Infelizmente as relações entre alguns dos componentes levaram à dissolução do grupo durante as gravações de Landscape of Life, produzindo um álbum bastante inconstante. Com uma esplêndida capa desenhada pelo baterista Massimo Guarino, e uma pintura interna do cantor Lino Vairetti, haja vista que alguns dos componentes provinham de estudos artísticos e também tiveram depois uma carreira nessa direção, o álbum contém algumas boas músicas, mas sofre da falta de um verdadeiro grupo.
Naquela época o Osanna tentava tocar no exterior, e o álbum deveria ter sido lançado também no mercado de outros países, assim cinco das sete músicas são cantadas em inglês, mas por causa da dissolução as gravações foram terminadas com a ajuda de Corrado Rustici, irmão mais novo de Danilo e ex-componente do Cervello, além do baterista Enzo Vallicelli, que depois fez parte do Uno.
Danilo Rustici e Elio D'Anna, com o baterista Vallicelli, se transferiram para a Inglaterra formando o Uno, enquanto Lino Vairetti e Massimo Guarino deram uma nova vida ao velho grupo Città Frontale, dessa vez com novos músicos publicando, em 1975, o álbum El Tor.
As coisas porém não andaram bem para os dois grupos e o Osanna se reuniu em 1977 com o ingresso de Enzo Petrone, que havia tocado com Lino Vairetti no grupo Volti di Pietra e depois com o Moby Dick, além de Fabrizio D'Angelo, mas o álbum Suddance é muito distante dos melhores dias da banda. Após a última separação Danilo Rustici formou o grupo Luna. 
Uma outra reunificação do grupo com alguns dos originários componentes levou a alguns concertos nos anos 1990, e um novo CD saiu em 2002, contendo velhas músicas gravadas com novos arranjos.
A última produção é um interessante CD com um DVD distribuído pela BTF e baseado no concerto da reunião de dezembro de 2001, não 2003 como está escrito na capa, e compreende também quatro novas gravações em estúdio. A última formação do Osanna inclui Danilo Rustici e Lino Vairetti junto com Enzo Petrone, da formação de 1977 e os novos Gennaro Barba, na bateria, Gigi Borgogno (guitarra), Luca Urciuolo (teclados) e Vito Ranucci (sax). O som do novo Osanna é muito mais funky e também as velhas músicas ressentem de novos arranjos desse gênero.
Em 2008, o grupo realizou um CD single com duas velhas músicas rearranjadas com sonoridades mais modernas, L'uomo e 'A zingara. Para os concertos se uniu à banda o saxofonista do Van Der Graaf Generator, David Jackson. Com essa formação, depois de vários concertos, foi realizado no início de 2009 o novo álbum Prof family, contendo regravações de velhas músicas além de uma versão de Theme one do Van Der Graaf Generator.
Alguns componentes do grupo tiveram uma carreira artística em outros campos. Lino Vairetti, por exemplo, foi um apreciado pintor e realizou a esplêndida capa do único álbum, de 1975 do Tempo di Percussione.

## Formação
- Lino Vairetti (voz, violão, teclado)
- Elio D'Anna (flauta, sax)
- Danilo Rustici (guitarra, órgão, voz)
- Lello Brandi (baixo)
- Massimo Guarino (bateria, percussões)

## Discografia

### LP
- 1971 - L'uomo (Fonit, LPX 10)
- 1972 - Preludio, tema, variazioni, canzona (Fonit, LPX 14)
- 1973 - Palepoli (Fonit, LPX 19)
- 1974 - Landscape of life (Fonit, LPX 32)
- 1978 - Suddance (CBS, 82449)
- 2009 - Osanna & David Jackson - Prog family (AMS, AMS 16LP)

### CD
- 1989 - L'uomo (Fonit Cetra, CDM 2037)
- 1989 - Milano calibro 9 (Fonit Cetra, CDP 420)
- 1990 - Suddance (CBS, 466421-2)
- 1991 - Landscape of life (Fonit Cetra, CDLP 424)
- 1991 - Palepoli (Fonit Cetra, CDLP 425)
- 2002 - Taka boom (Afrakà, CDEL 2004)
- 2004 - Live - Uomini e miti (Suoni del Sud/BTF, SS 002)
- 2008 - Osanna & David Jackson - Prog family (AMS, AMS 150CD)